# Amsterdamse museumbussen
In Amsterdam en elders bestaan een aantal Amsterdamse museumbussen die de herinnering levend houden aan de lange en rijke geschiedenis van de Amsterdamse bussen.
De eerste museumbussen werden in 1969 bewaard door de SVA. In het jubileumjaar van het GVB in 1975 werden in Amsterdam initiatieven genomen om enkele van de laatste oude blauw-grijze bussen uit de jaren vijftig als museumbus te behouden.

## Stichting Veteraan Autobussen

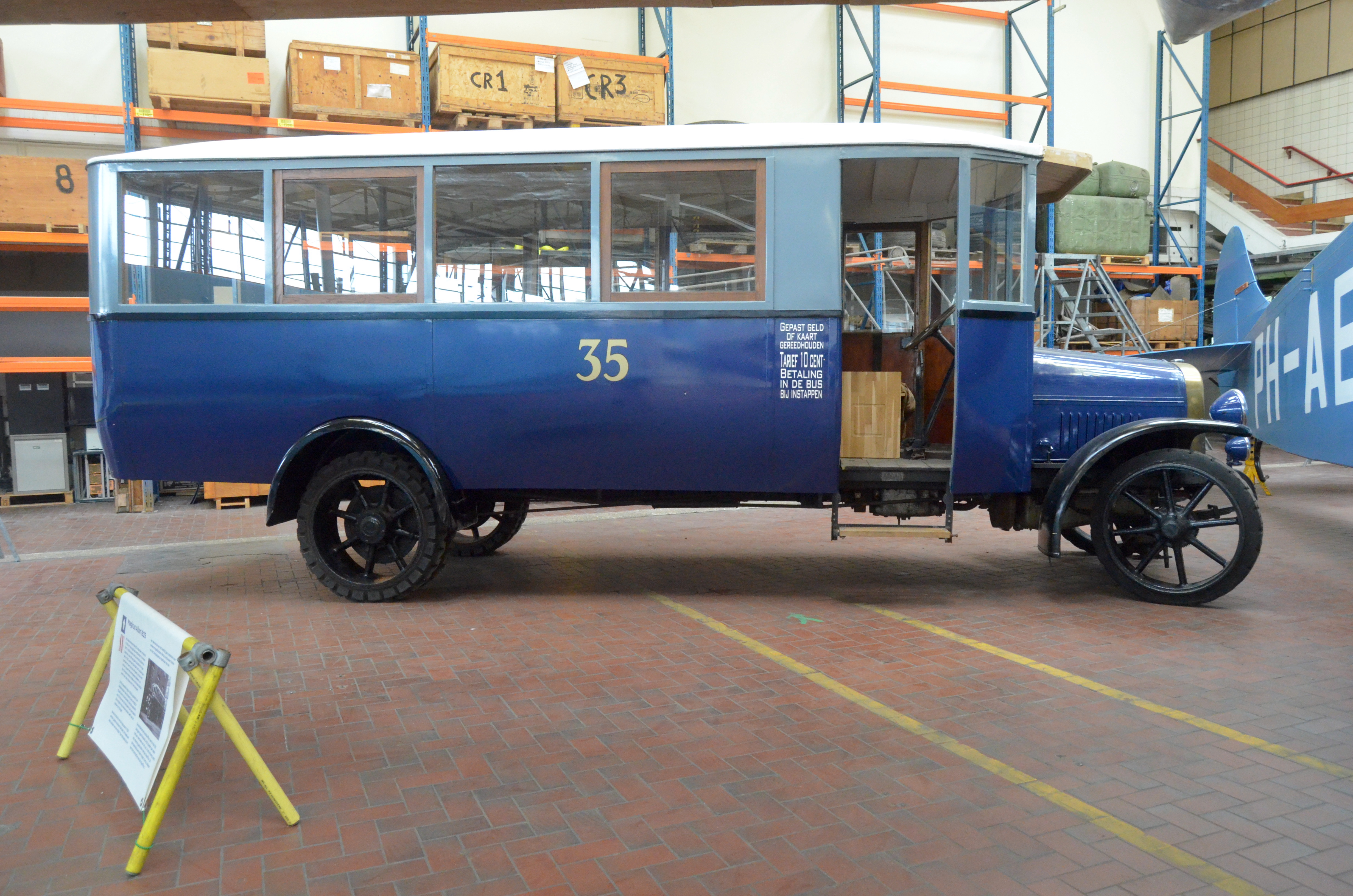
De Amsterdamse Magirusbus GTA 35 uit 1925 in het Nederlands Transport Museum; 31 augustus 2021.

Van de bussen van voor 1957 zijn er door samenloop van omstandigheden al in 1969 toch nog twee exemplaren behouden gebleven.

### Bus 35
De eerste is Magirus-bus 35 uit 1925, die na buitendienststelling in 1936 nog jarenlang gefunctioneerd heeft als keetwagen. In deze staat werd hij in 1969 geschonken aan de dat jaar opgerichte Stichting Veteraan Autobussen (SVA). In 1979 startte de restauratie en deze werd na jarenlange noeste arbeid weer omgetoverd in een bus uit de jaren twintig. Hij is echter (nog) niet rijvaardig; inmiddels is er echter een Magirus-motor beschikbaar. Het is de oudste stadsbus in Nederland die bewaard is gebleven.

### Bus 157

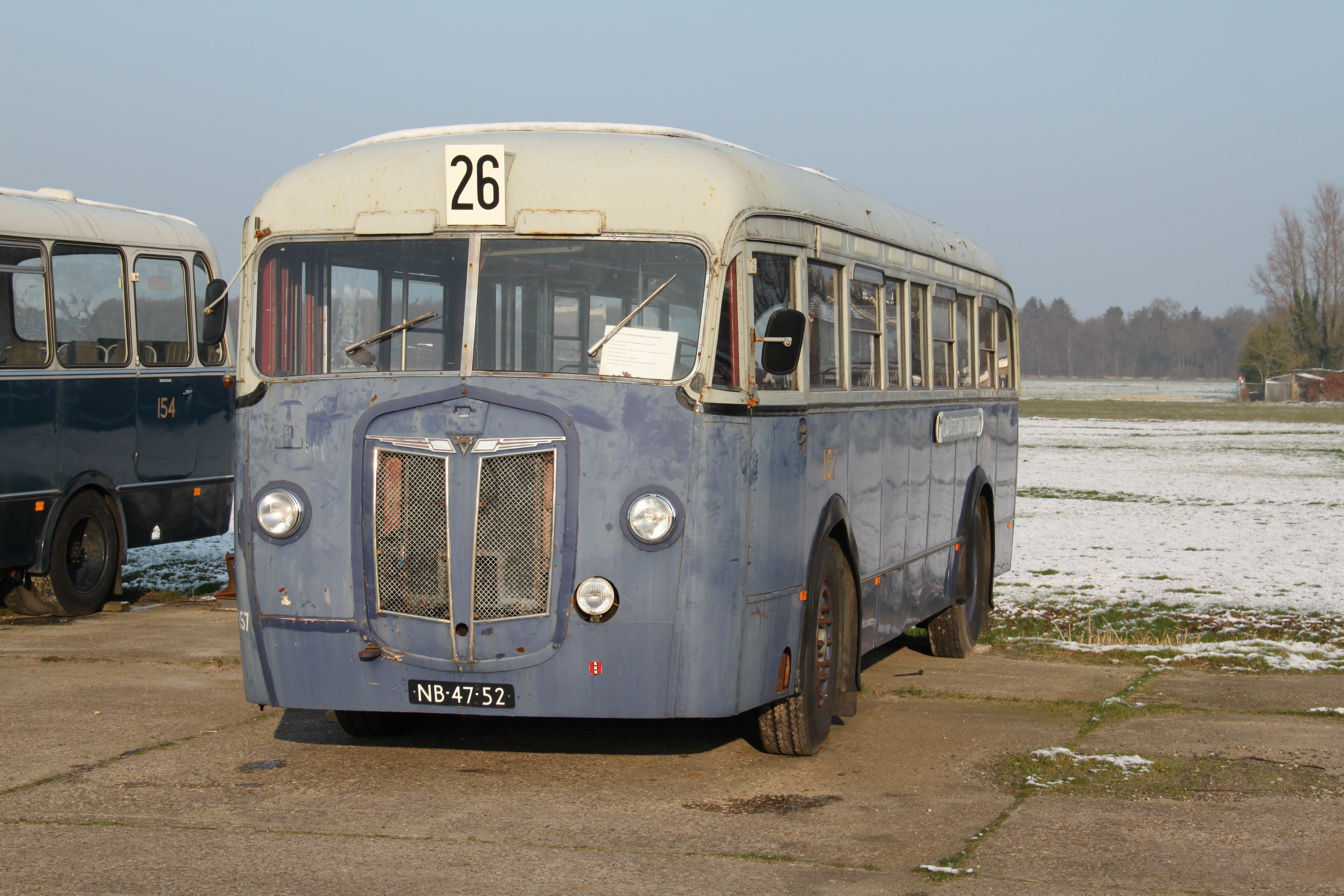
Bus 157 uit 1940 te Ouwsterhaule.

Een andere vooroorlogse bus die is bewaard is bus 157 uit 1940, die pas in 1945 in dienst is gesteld. Deze bus heeft na buitendienststelling in 1958 nog tot 1969 als werkbus 41 (storingswagen/sleepbus) bij het GVB dienstgedaan en ging toen ook naar de SVA. In 1975 werd de 157 overgedragen aan de MUSA en werd tussen 1978 en 1991 teruggebracht in oorspronkelijke staat. De bus werd perfect gerestaureerd en was zelfs weer rijvaardig, het was jarenlang een topstuk in de Amsterdamse museumbuscollectie. Hierbij was het ook mogelijk om op te treden bij filmopnamen. Zo komt de 157 voor in de film 'Ciske de Rat' uit 1984. Door de ondergang van de Stichting MUSA in 2005 moesten de museumbussen uit Amsterdam vertrekken en de 157 werd in de openlucht gestald bij het Nationaal Openbaar Vervoermuseum in Ouwsterhaule (NOV). Dit was niet bevorderlijk voor de conditie van de bus. Eind 2013 werd de 157 voor een tweede maal gered door de Stichting Veteraan Autobussen, die de bus opnam in de werkgroep Pijnacker. De 157 is daar nog in restauratie.
Stadsbus 157 is een bus met kenmerken van zeldzaamheid. De opdracht tot bouw werd in 1939 gegeven voor een busontwerp dat ook toen al verouderd was. De wagen behoort tot de ongeveer 10 vooroorlogse bussen die Nederland rijk is, en heeft een zogenaamde A-status in het register van mobiel erfgoed.

## Museum Streek- en Stadsautobussen Amsterdam
Op 21 maart 1975 werd Stichting Museum Streek- en Stadsautobussen Amsterdam (MUSA) opgericht. In datzelfde jaar werden de bussen 200 en 281 van het GVB verworven die tot de in 1974 in bedrijf geweest zijnde grote series 200-244 en 250-294 uit 1957 behoorden. Deze waren 27 jaar lang een markant onderdeel van het Amsterdamse straatbeeld. Zij waren de tijdgenoten van de eerste grijze Amsterdamse gelede trams.

## Bussen uit de jaren vijftig

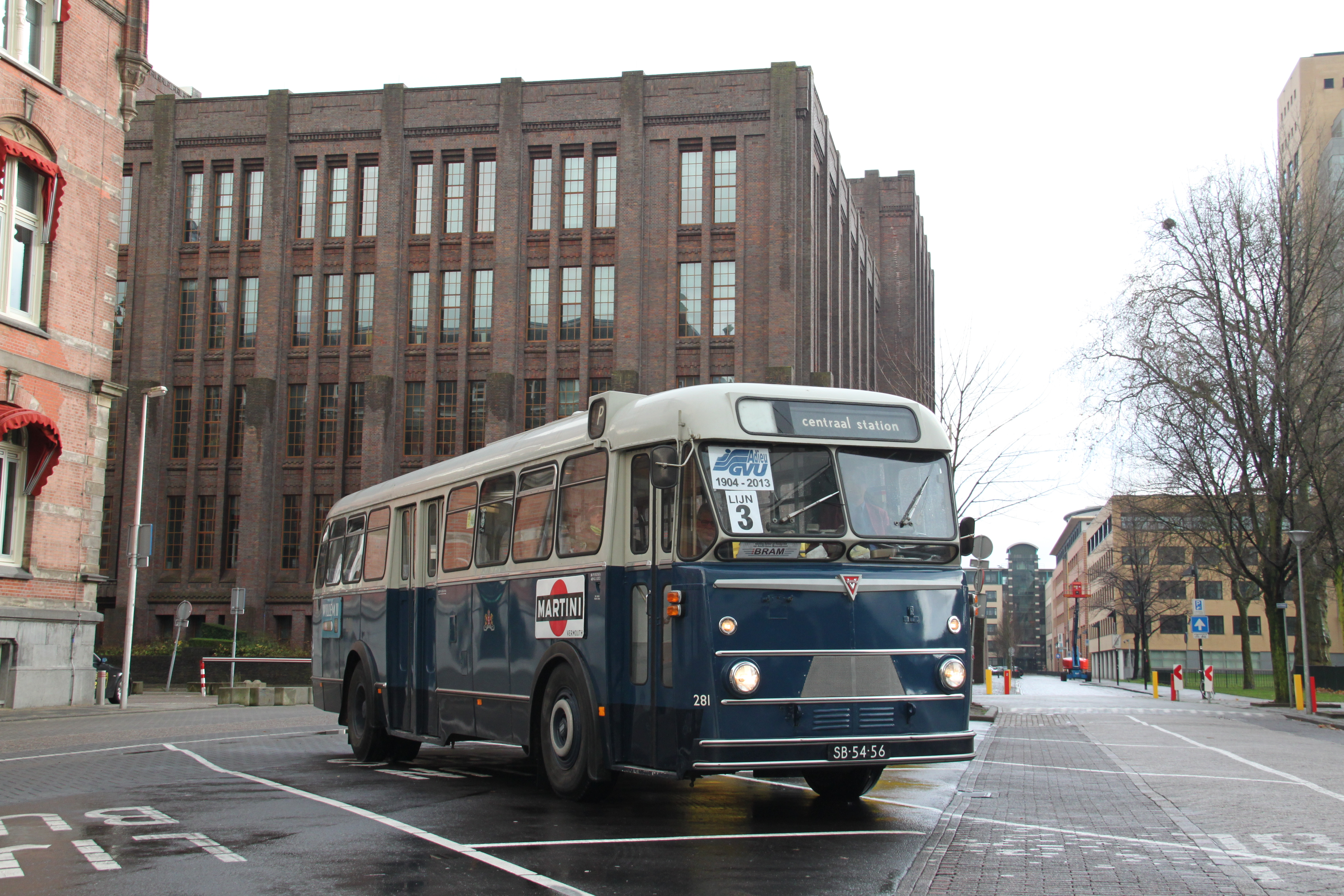
Bus 281, tijdens een uitstapje naar Utrecht, bij het Moreelsepark.

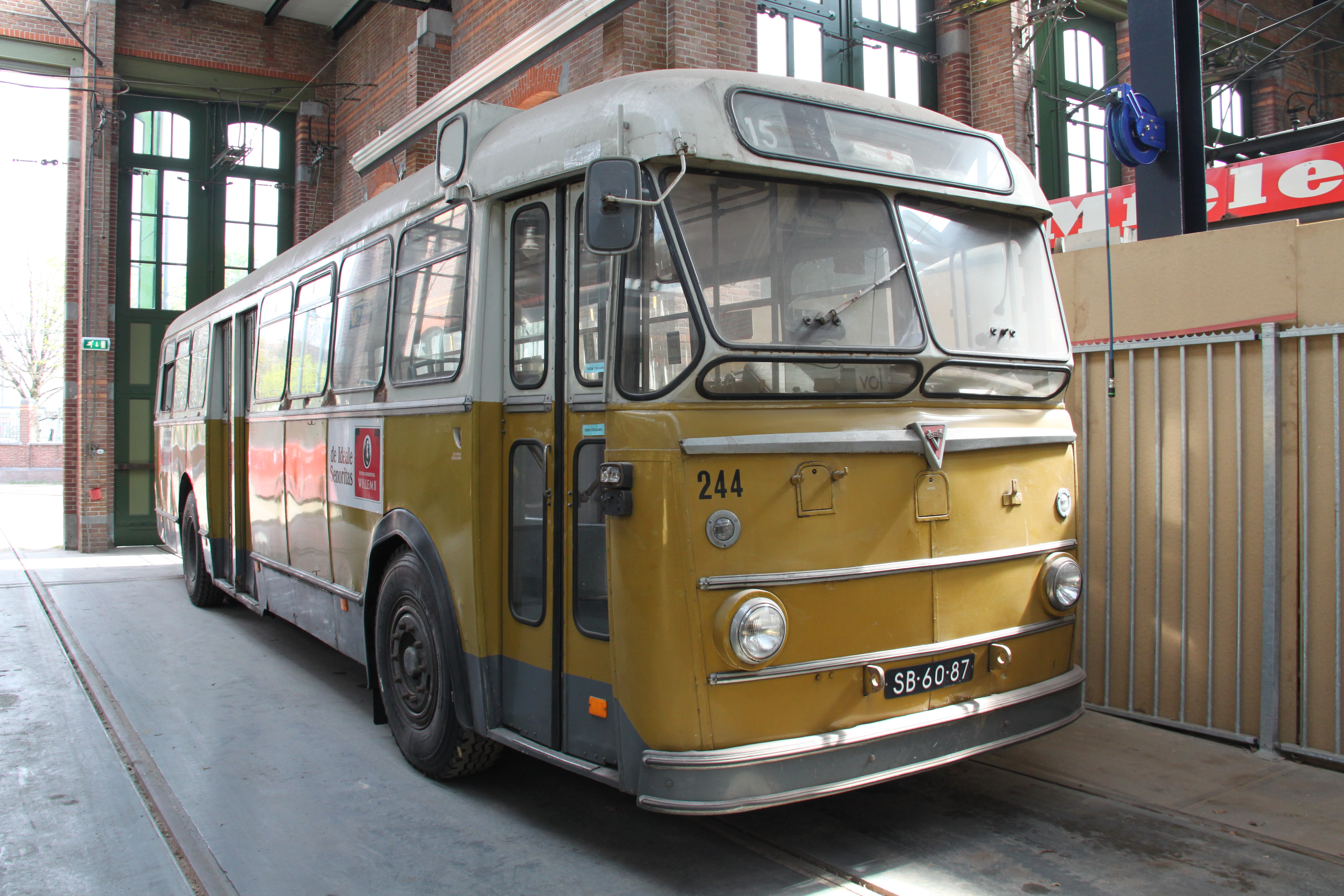
De Enhabo/GVB 244 bij het Haags Bus Museum.

Tussen 1953 en 1957 schafte het GVB 207 nieuwe bussen aan met grotendeels dezelfde carrosserievorm (geknikte voorruit) en een underfloor motor. Ze waren grotendeels gebouwd door Verheul en werden later aangeduid als 'blauwe bussen'. Van de oudere series (1-105 en 188-199) is niets bewaard gebleven maar van de bussen uit 1957 (200-244, 245-246, 250-294) zijn er wel enkele bewaard.

### Bus 194
Bus 194 een AEC met dubbele voordeur  uit 1954 reed zijn laatste rit in 1968 en werd daarna verkocht aan een fabrikant van luxaflex die de bus gebruikte als demonstratiewagen. In 1974 werd de bus gekocht door een particulier en zou worden opgeknapt. Ondanks dat er geld was ingezameld en men was begonnen aan de opknapbeurt werd de wagen door ruimtegebrek, maar ook vanwege de slechte onderhoudstoestand later alsnog afgevoerd.

### Bus 200
Bus 200 een AEC uit 1957 reed zijn laatste rit in oktober 1974, waarna deze in het voorjaar van 1975 naar de MUSA ging. Sinds 2011 is de 200 in handen van de Stichting Beheer en Restauratie van Amsterdamse Museumbussen (BRAM). De wagen was door zware motorschade voorlopig niet inzetbaar. Door BRAM werd de bus van een andere motor voorzien. In 2021 werd de 200 na reparatie APK-goedgekeurd en is na twintig jaar weer rijvaardig.

### Bus 281
Nadat de 281, een Kromhout uit 1957, al museumbus was bij de MUSA kwam de 281 op 1 december 1990 nog eenmaal in dienst tijdens het afscheid van buslijn 26. Sinds 2011 is de 281 in handen van Stichting BRAM.

### Bus 244
Ook de in 1972 naar de Enhabo verkochte AEC bus 244 uit 1957 kwam in 1975 bij de MUSA terecht. Na jarenlang binnenblijven is de 244 aan een particulier verkocht.

### Gelede bus 245

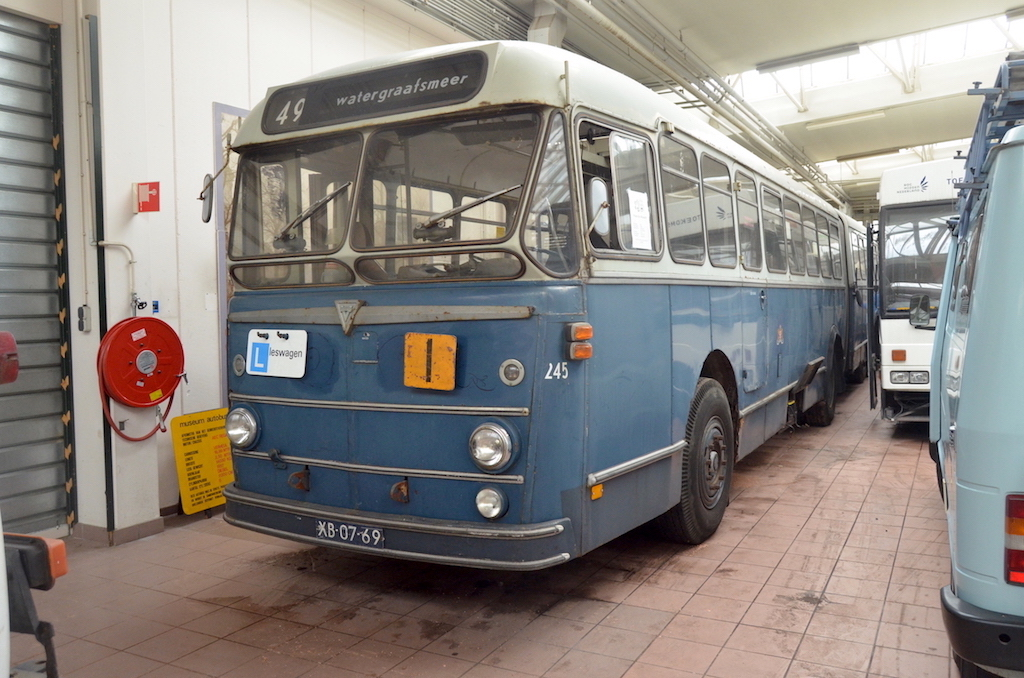
De gelede autobus GVB 245, een AEC uit 1957 is opgeborgen in de garage van het Haags Busmuseum.

In dezelfde periode werd ook een van de twee in 1957 aangeschafte gelede bussen als museumbus voor de sloop gered. Zo bleef de 245 (de 246 ging naar de sloop) bewaard. De 245 werd in januari 1975 afgekeurd voor personenvervoer en vervolgens als museumbus verkocht aan een particulier maar is niet langer rijklaar. In 1982 in kwam hij in beheer bij de MUSA. Wegens de gecompliceerde technische ontwerp van deze bus heeft deze sindsdien niet meer met passagiers gereden en staat al vele jaren opgeslagen, eerst in Garage Oost tot 2004 en daarna in Noord-Holland. Sinds 2011 is de 245 in particuliere handen en staat bij het Haags Busmuseum.
In de jaren zeventig en tachtig werden er nog enkele afgedankte Amsterdamse bussen in de museumcollectie opgenomen, doch de meeste nieuwe aanwinsten kwamen in die tijd van buiten Amsterdam. Er waren onder andere bussen van de GTW, de LTM, de NBM, uit Groningen en uit Maastricht. Na beëindiging van de activiteiten van de MUSA in 2005 zijn deze uit Amsterdam vertrokken naar organisaties elders.
- WSM 2007 - 1948 - Haags Bus Museum
- GTW 292 - 1953 - Stichting Historisch Streekvervoer Achterhoek
- NZH 5511 - 1955 - Haags Bus Museum
- NBM 4710 - 1959 - Nationaal Openbaar Vervoermuseum
- M&K 182 - 1959 - Youngtimer Bussen
- LTM 5730 - 1960 - Stichting Veteraan Autobussen
- GADO 6578 - 1962 - Nationaal Bus Museum
- M&K 413 - 1965 - Nationaal Openbaar Vervoermuseum
- GTW 475 - 1966 - Stichting Historisch Streekvervoer Achterhoek
- TET 38 - 1967 - Historische TET bus 38
- SBM 32 - 1968 - Stichting Veteraan Autobussen
- GVG 6 - 1968 - Nationaal Openbaar Vervoermuseum
- M&K 1605 - 1971 - Stichting Veteraan Autobussen
- NZH 9452 - 1983 - NZH-Vervoermuseum

## Bussen uit de jaren zestig en zeventig

### Bus 535 (ex-115)
Bus 535 (ex-115; AEC serie 110-149 uit 1961-62), die al sinds 1977 bij de sloper stond, ontsnapte aan de sloophamer en werd aan de MUSA geschonken; daar kreeg hij z'n oude nummer terug. Zodoende werd de oude 115 rond 1981 twee keer gefotografeerd naast de nieuwe 115. Ook deze bus reed op 1 december 1990 bij het afscheid van lijn 26. Het plan om de bus in zijn oorspronkelijke staat terug te brengen is mede door jarenlange opslag vanwege de opheffing van de MUSA nooit gerealiseerd. Nu zal de 115 worden verbouwd tot een replica van de GTW.

### Minibussen 154 en 577

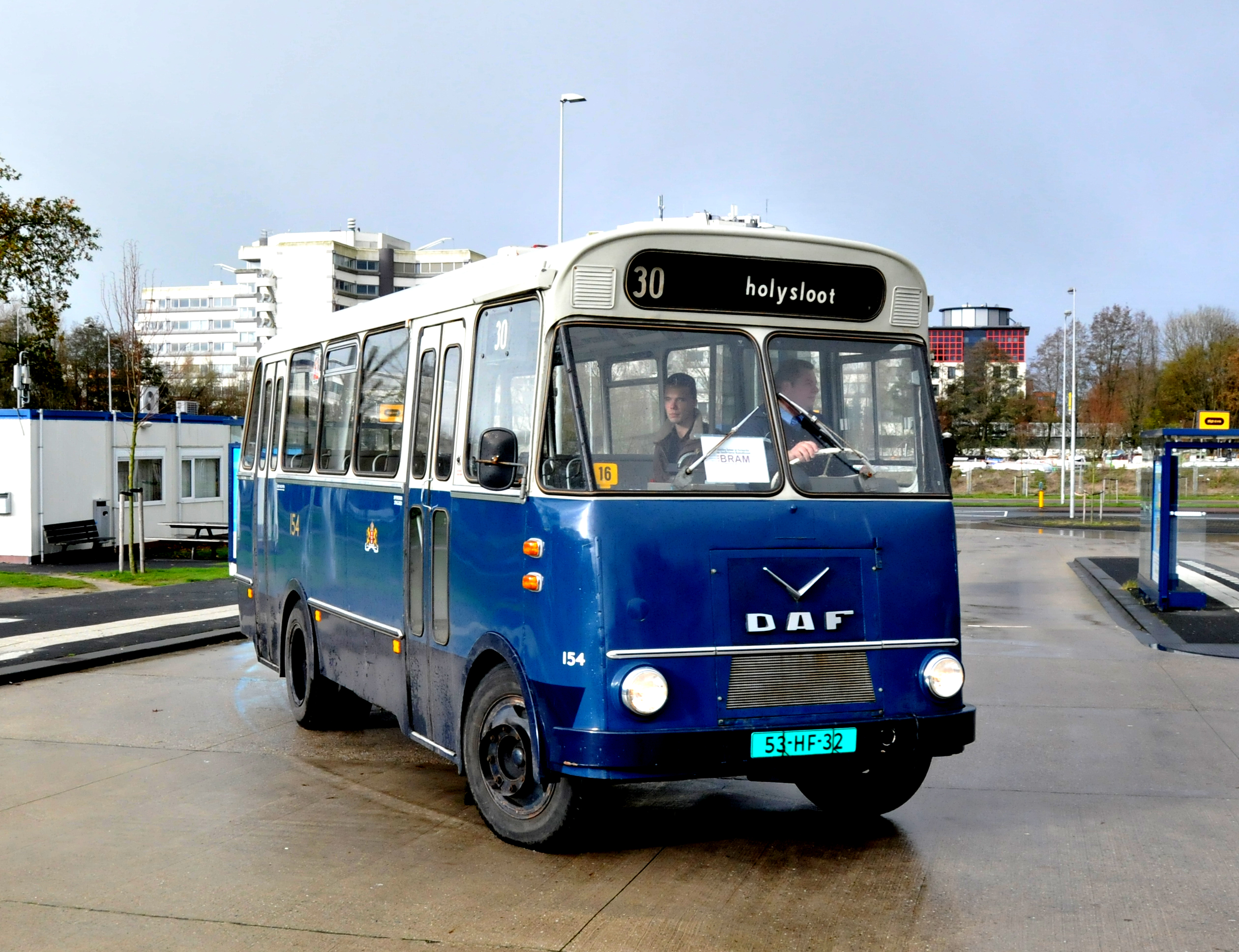
Minibus GVB 154.

Van de minibussen die vroeger op lijn 30 in Landelijk Noord reden (DAF serie 153-160, later 573-580, uit 1964-'67) zijn aanvankelijk de 154 en 577 als museumbus bewaard gebleven. De rode 577 kwam in 1978 bij de MUSA terecht, maar werd in 1982 afgekeurd en in 1984 gesloopt. De in 1966 gebouwde 154 werd in 1980 aan de MUSA overgedragen. De bus werd in oude staat hersteld, waarbij deze weer de oorspronkelijke blauwe kleur terugkreeg. De 154 kwam in maart 2014 in handen van stichting BRAM.

### Enhabo 95

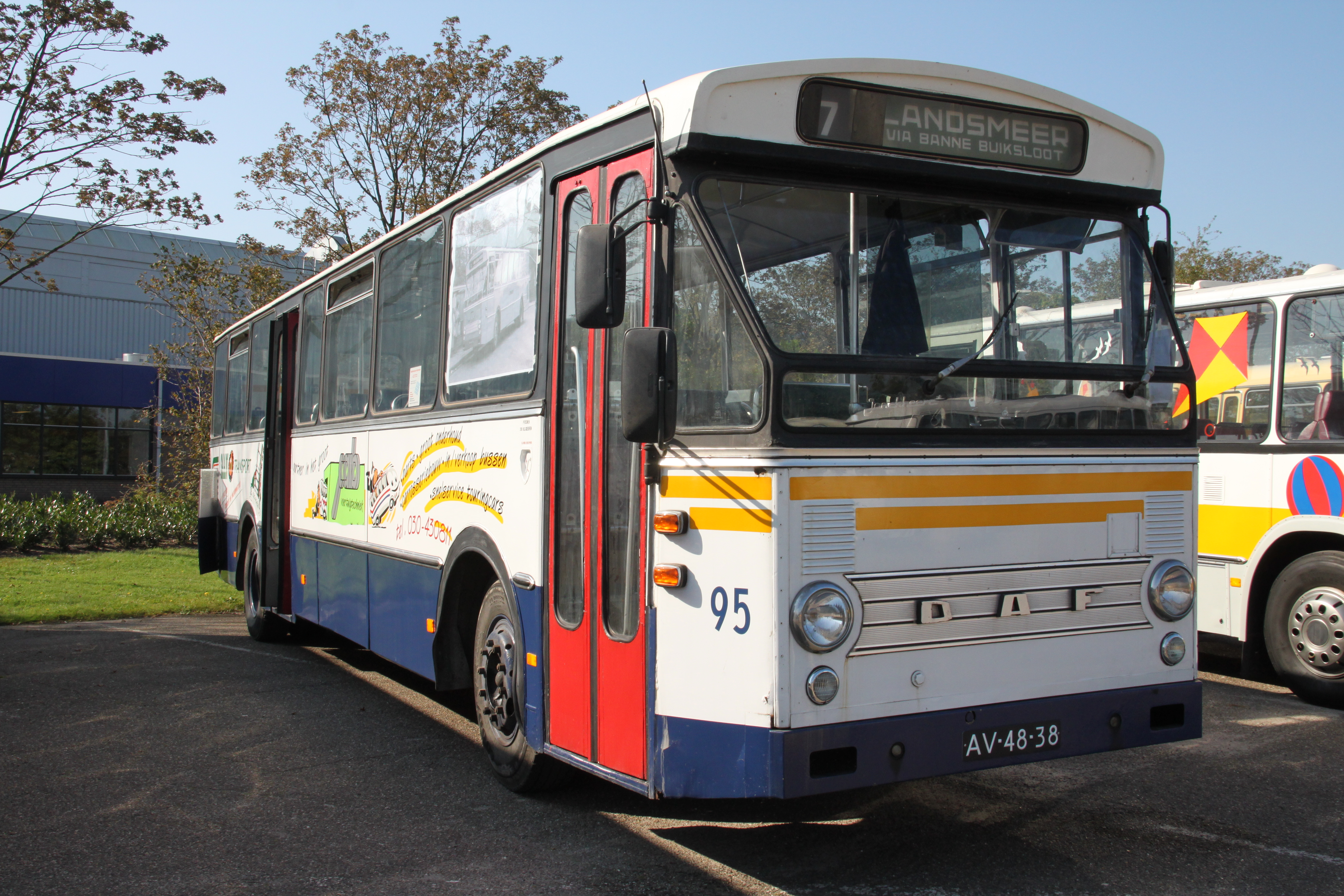
Bus Enhabo 95.

Bus Enhabo 95 uit 1970 ging in 1988 naar de MUSA en is sinds 2012 museumbus bij Stichting BRAM.

### Enhabo 114
Bus Enhabo 114 (Volvo serie 105-136) uit 1975 werd in tegenstelling tot soortgenoten niet naar het buitenland verkocht en werd museumbus bij de MUSA; compleet met fietsaanhanger en de richtingfilm uit 1981. Sinds enkele jaren staat de bus in Ouwsterhaule (NOV) in Friesland.

## Standaardbussen uit de jaren zestig en zeventig

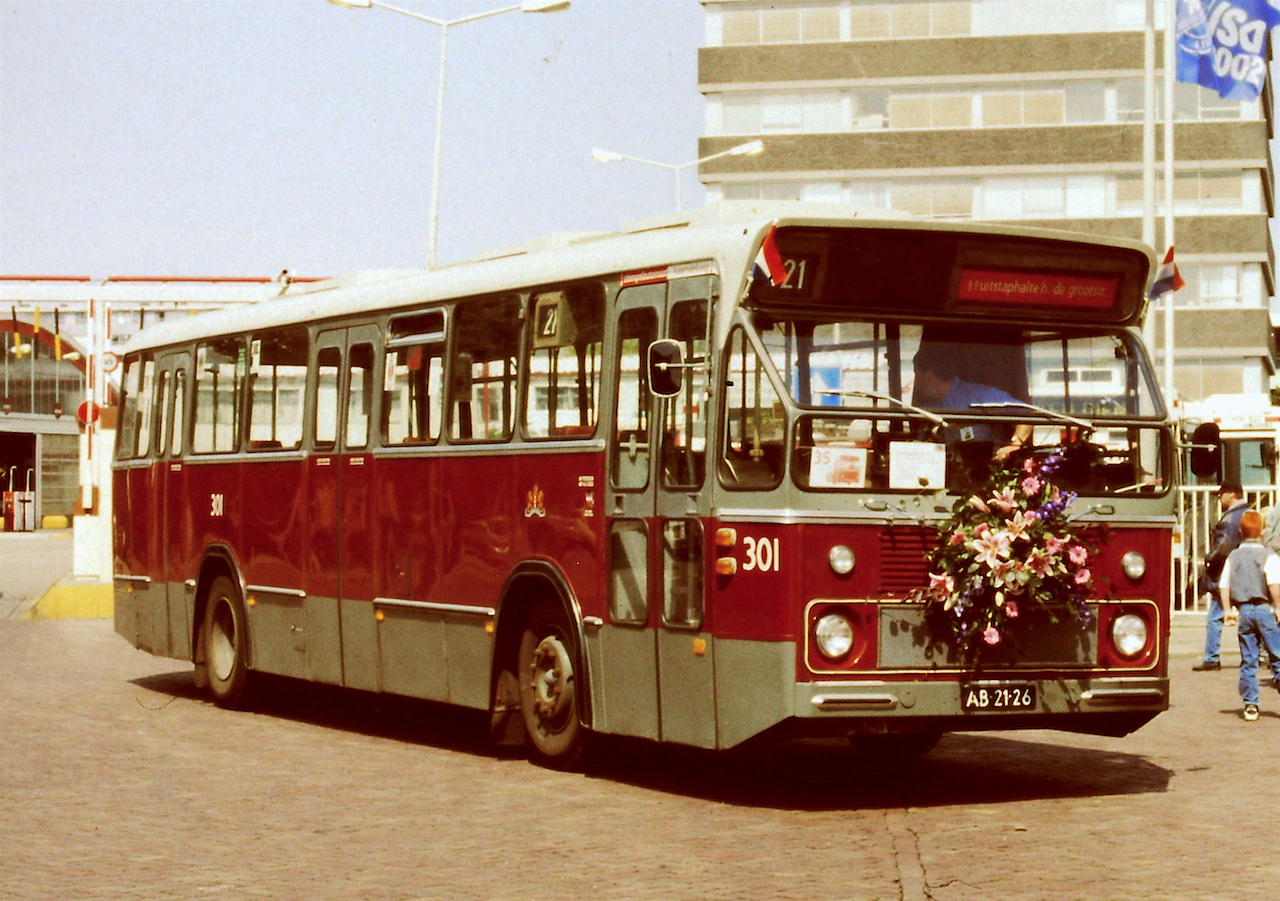
De eerste donkerrode Standaardbus, GVB 301.

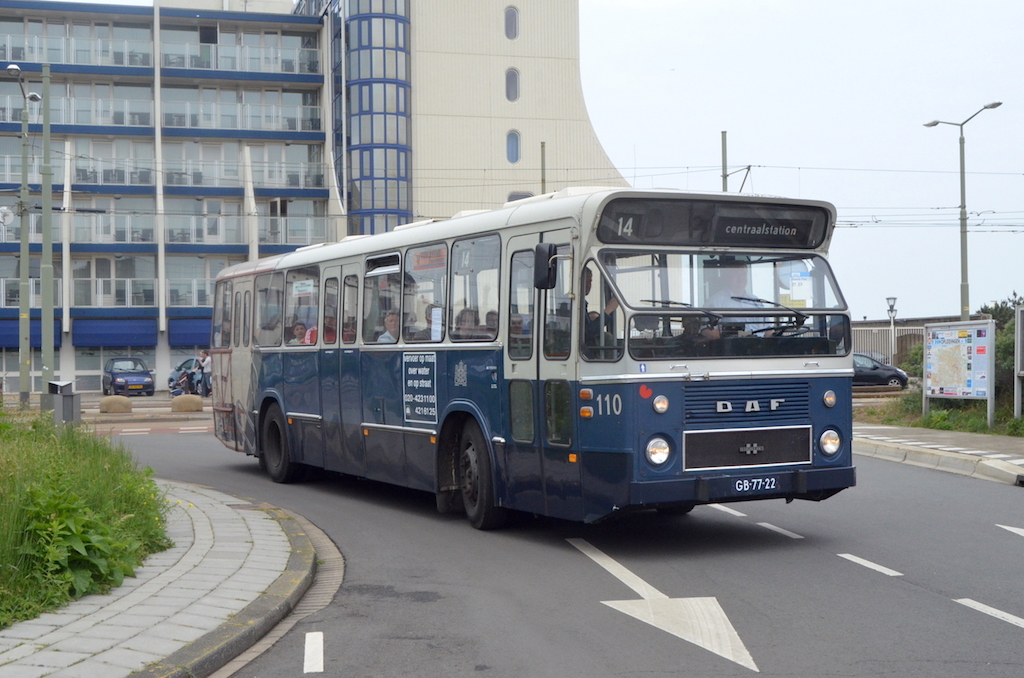
Een donkerblauw geworden Standaardbus, de GVB 110. De bus tijdens een rit bij het Noorderstrand te Scheveningen.

### Bus 301
Bus 301 (DAF serie 301-320) uit 1966 was de eerste van de grote serie donkerrode standaardbussen van de jaren zestig en daarna. Deze was voorbestemd om museumbus te worden en werd in januari 1982, bij schadeherstel, opgeknapt; tevens kreeg hij een nieuw kenteken (BB-16-LD) omdat de oude papieren waren gestolen. De 301 werd op 29 december 1989 naar de MUSA gebracht. Op 1 december 1990 werd hij nog een keer ingezet tijdens het afscheid van buslijn 26 vanwege de opening van de Amstelveenlijn. De 301 werd grotendeels in zijn oorspronkelijke staat teruggebracht met onderdelen van artobus 313 en is sinds 2012 in handen van de Stichting BRAM.

### Bus 357
Bus 357 (DAF serie 321-364) uit 1967 werd op 20 oktober 1982 aan de MUSA verkocht voor verbouwing tot info-/kaartverkoopbus in het kleurenschema van de blauwe bussen. In 1988 werd deze bus alsnog afgevoerd, toen hij bij de MUSA werd vervangen door bus 110.

### Bus 110
Bus 110 (DAF serie 93-110) uit 1973 werd beschilderd voor een NS-dagtocht van het NINT. De dagtocht was geen succes en werd opgeheven; de 110 ging buiten dienst en werd in 1987 aan de MUSA verkocht als vervanger van de 357. In 1991 werd de bus door materieelgebrek door het GVB teruggehuurd en tijdelijk ingezet in de normale lijndienst. Sinds 2013 is bus 110 in het bezit van de OVCN te Noordwolde.

### Bus 168
Bus 168 (DAF serie 111-169) uit 1976 werd in 1994 van sloop of export naar een ver land gered en werd ondergebracht in de hiervoor in 1997 opgerichte 'Stichting Standaardbus 168'. De bus werd na restauratie grotendeels teruggebracht in de staat van midden jaren 80.

### Gelede bus 567
Gelede bus 567 (ex-267 uit 1977; Mercedes serie 545-569, ex-245-269), die samen met de 566 grijs-blauw werd geschilderd, wist medio 1991 als enige aan de sloophamer te ontsnappen en werd museumbus bij de MUSA. De bus werd daarna enige tijd door het GVB teruggehuurd voor kindervervoer en pendeldiensten waarbij aan beide zijden dubbele bankjes kwamen. Door een jarenlange ruzie met de gemeenteraad moest de 567 echter binnenblijven. Hij werd in maart 2011 opnieuw gered, nu van de slopershamer en vormde het begin van BRAM. Sinds begin 2012 werd de 567 beheerd door de Stichting BRAM. In 2020 werd de bus overgedragen aan de OVCN (Openbaar Vervoer Collectie Nederland) te Sonnega (Friesland).

## Bussen vanaf de jaren tachtig

### Bus 590

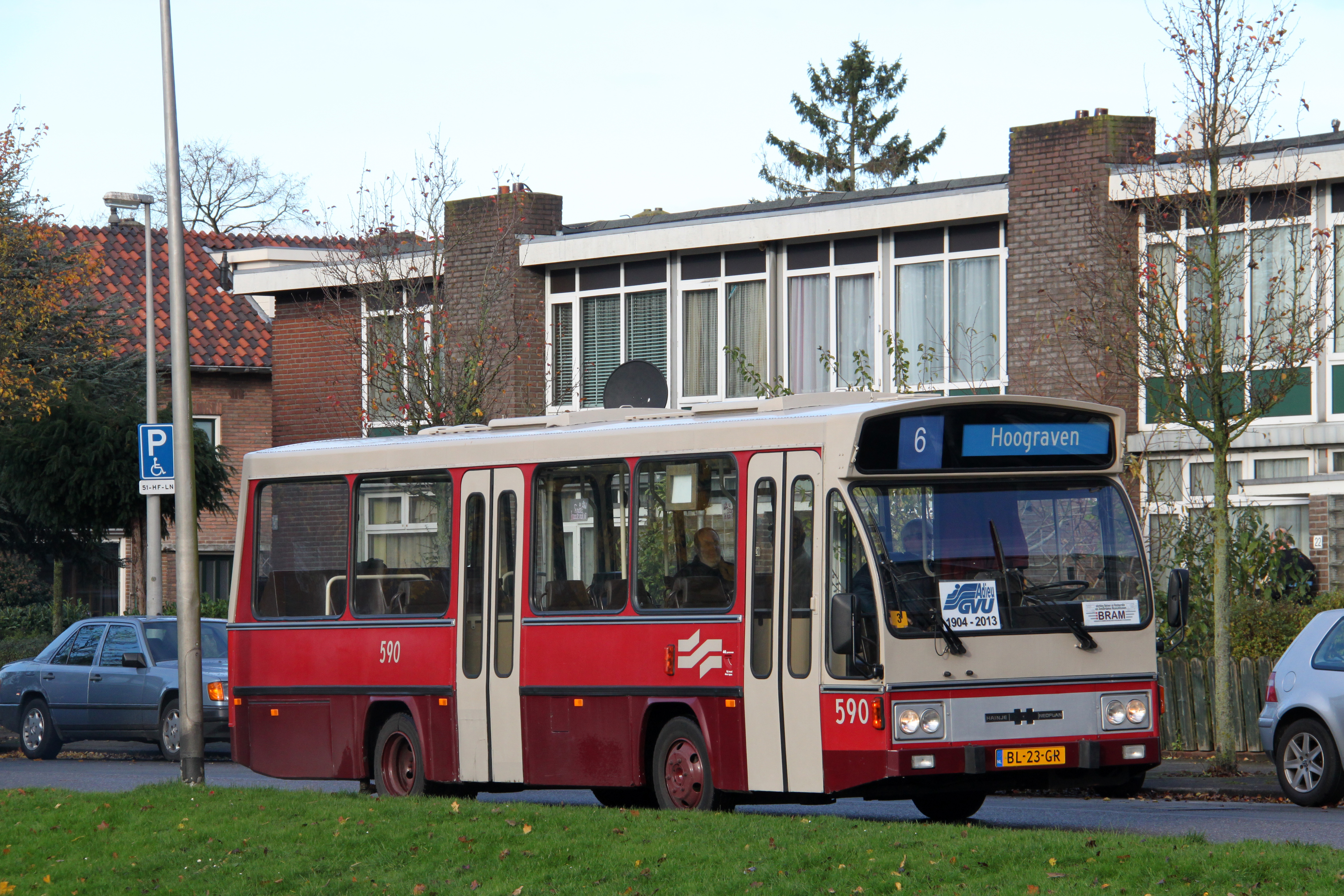
Midibus GVB 590.

Bus 590 (Neoplan serie 585-591) uit 1984 keerde na zijn buitendienststelling bij Guus Baggen in 1991 terug naar Amsterdam; op 24 november 1993 werd hij overgedragen aan de MUSA die hem tijdelijk grijs-blauw schilderde vanwege het misverstand dat het GVB hem terug zou huren. De 590 werd na opheffing van de MUSA met de 373 door een particulier aangekocht en is sinds 20 december 2011 in handen van de Stichting BRAM.

### Bus 373

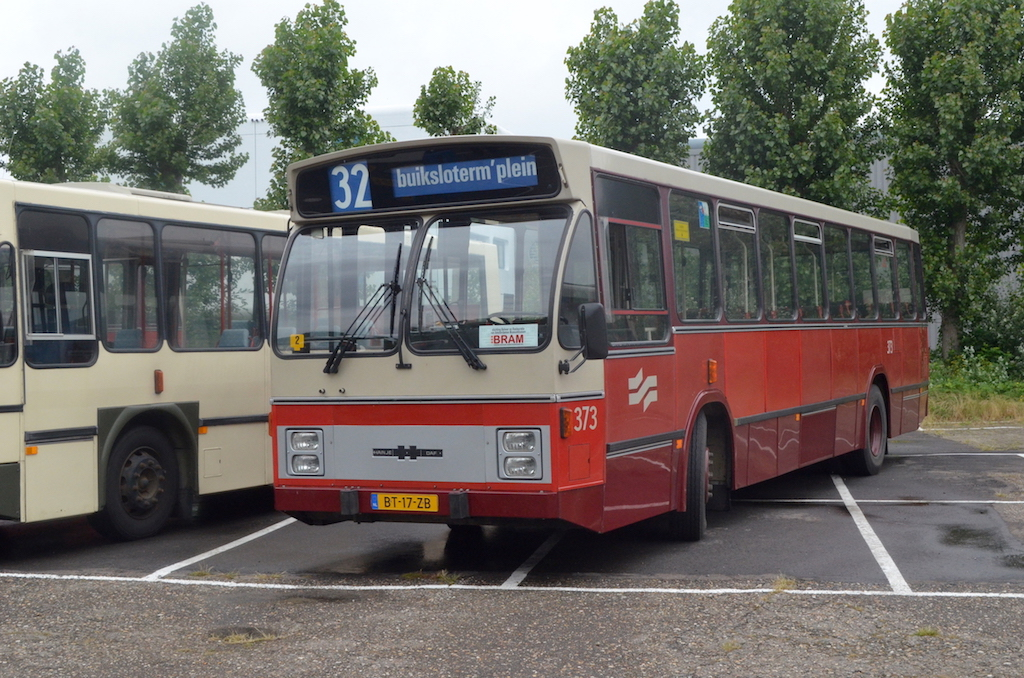
CSA-II Bus GVB 373.

Bus 373 (DAF serie 346-374) uit 1987 schitterde op 16 september 2000 in de jubileumparade van het 100-jarige GVB en werd op 2 oktober 2000 eigendom van de MUSA. In 2011 werd de wagen door een particulier overgenomen die hem begin 2012 onderbracht bij de collectie van de Stichting BRAM. In 2020 werd de bus overgedragen aan de OVCN (Openbaar Vervoer Collectie Nederland) te Sonnega (Friesland).

### Gelede bus 501
Gelede bus 501 (Volvo serie 496-504) uit 1990 heeft meer dan 16 jaar bij het GVB dienstgedaan en meer dan een miljoen kilometers gereden. De bus ging in 2006 buiten dienst en maakt sinds 2011 deel uit van de collectie van de Stichting BRAM.

### Bus 422

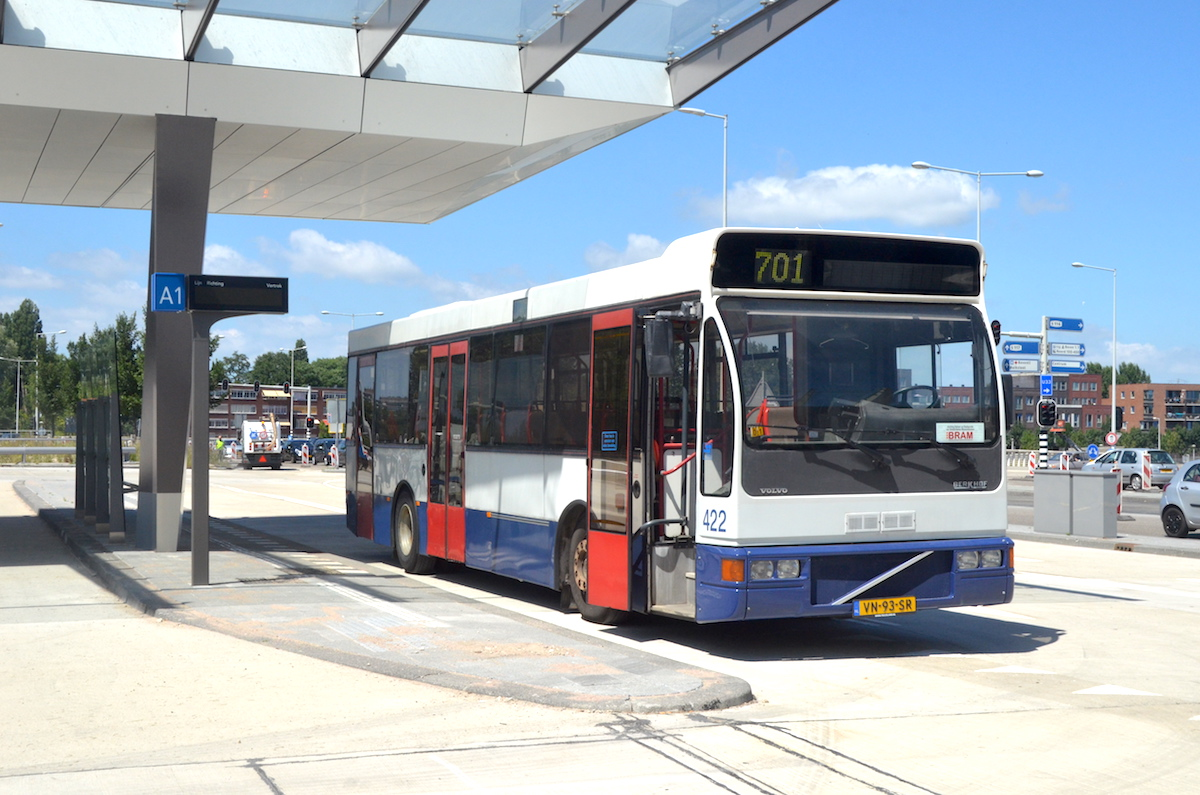
Bus GVB 422 bij het nieuwe busstation bij metrostation Amsterdam-Noord.

Bus 422 (Volvo serie 416-435) uit 1991-1992 werd op 20 juli 2003 eigendom van de MUSA. De 422 werd in 2013 overgenomen door een particulier voor museaal behoud.

### Bus 024

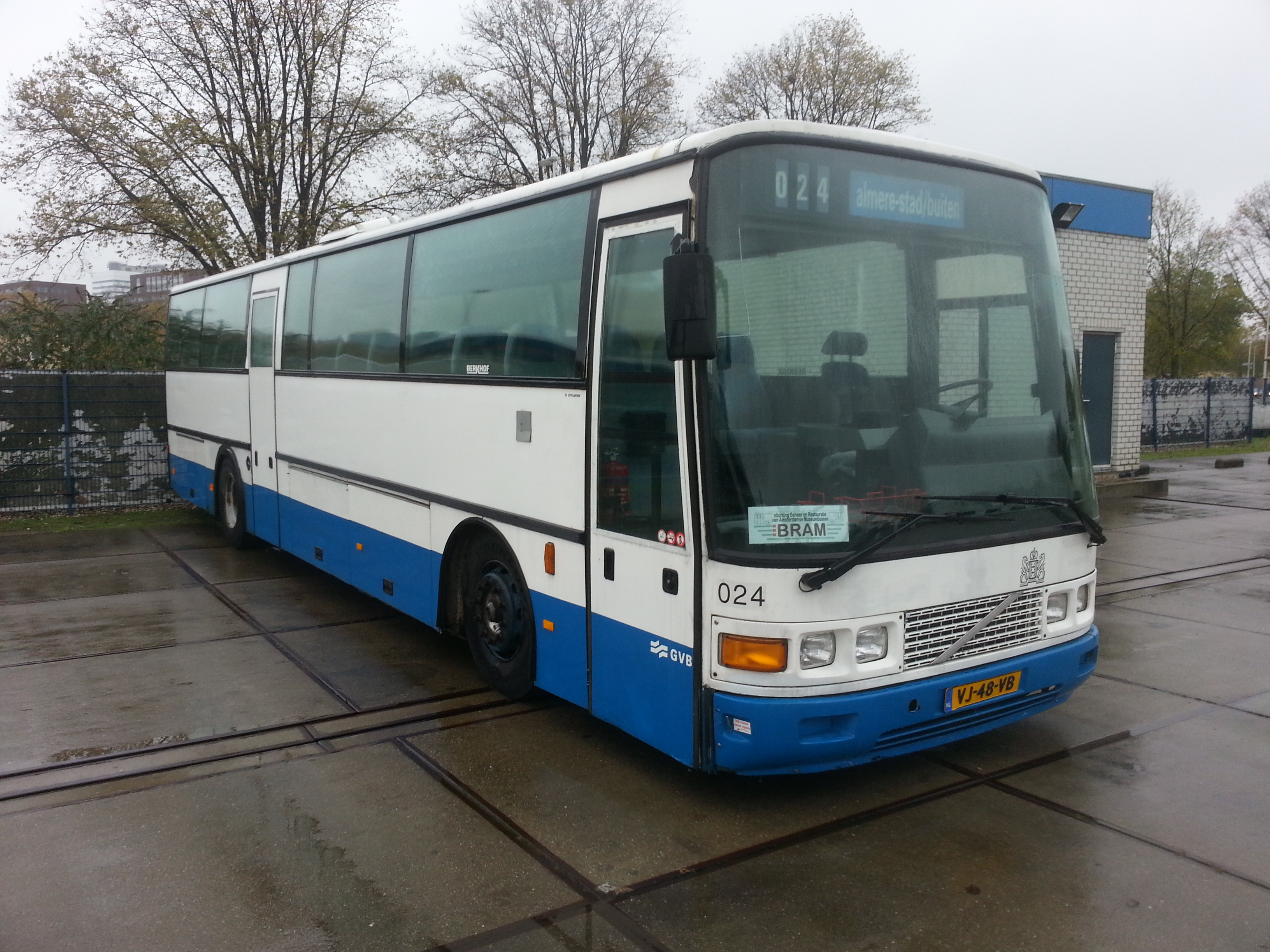
Bus GVB 024.

Bus 024 (serie 023-032) uit 1990 is een zogenaamde 'Shuttlebus', deze reden op busdiensten op langere afstanden en hadden een meer 'luxe' karakter dan een stadsbus, eigenlijk is het een soort 'tourbus'. Deze bussen werden ook veel ingezet voor groepsvervoer en spitsdiensten. In 2004 vertrokken enkele bussen voor diensten naar Utrecht. In 2012 kwam de 024 terug naar Amsterdam als museumbus bij de Stichting BRAM. In 2020 werd de bus voor sloop afgevoerd.

### Bus 002

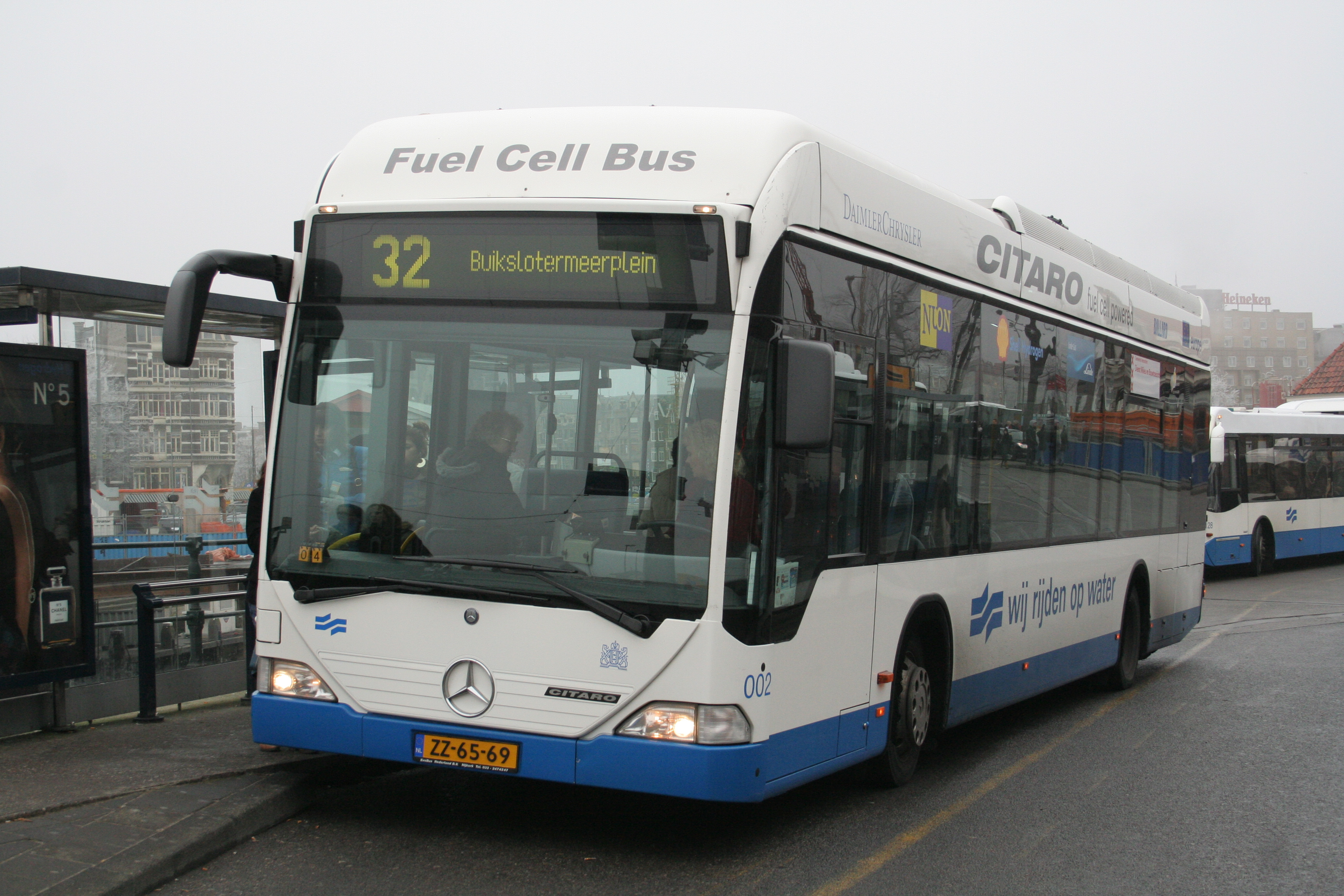
Bus GVB 002.

Bus 002 (serie 001-003) uit 2003 gebruikt waterstof als brandstof en is er een uit een proefserie van drie stuks (waterstofbussen met een bult bovenop) die op proef korte tijd bij het GVB heeft gereden. Na vier jaar werd de proef beëindigd en werd de 002 als museumbus bewaard in Amsterdam-Noord. Sinds 2010 staat deze in Nationaal Openbaar Vervoermuseum te Ouwsterhaule gestald.

### Bus 156

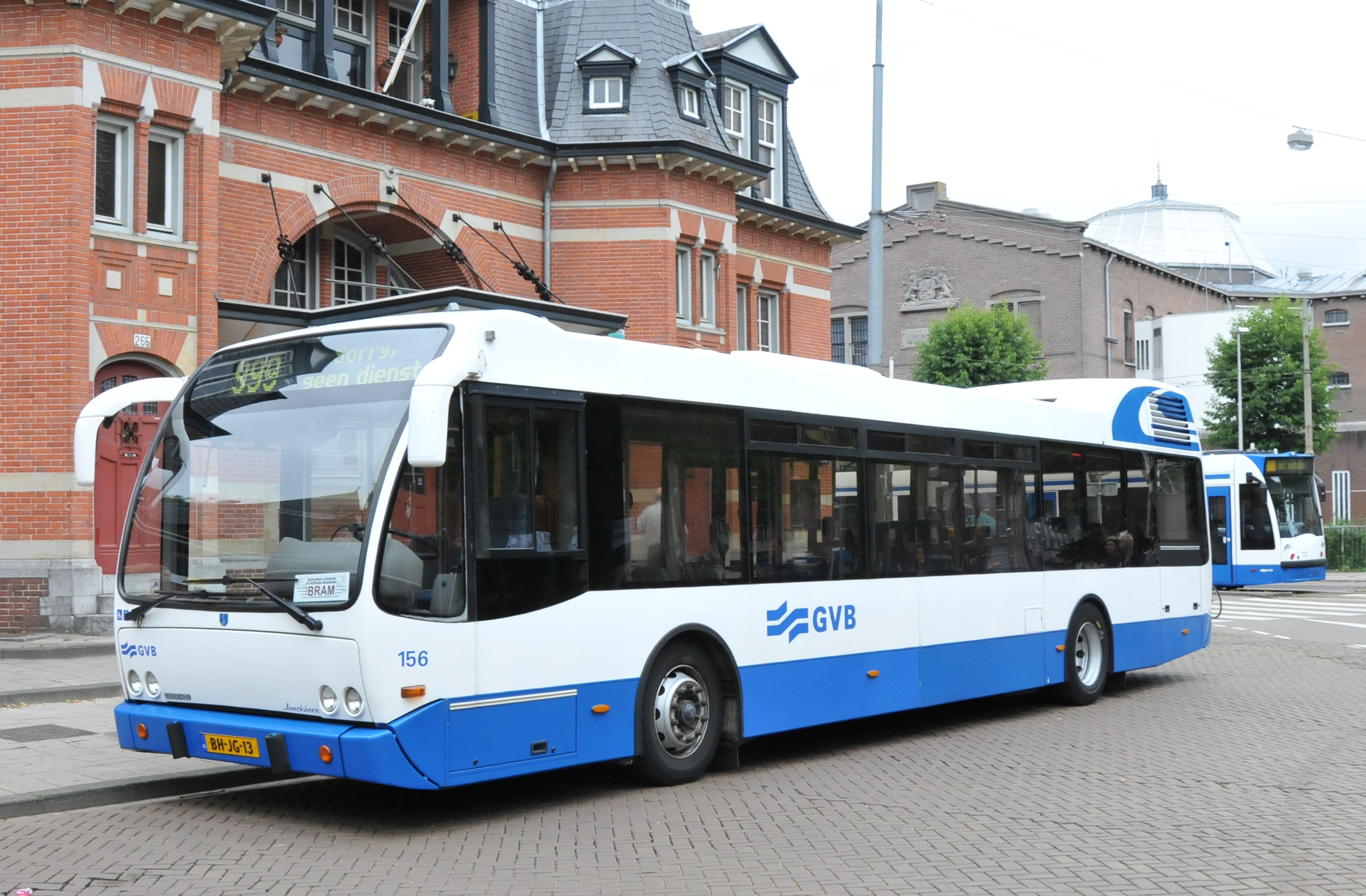
Bus GVB 156.

Bus 156 (DAF serie 156-173) uit 1999, een DAF SB250 / Berkhof Premier Jonckheer, kwam in het voorjaar van 2015 in het bezit van de stichting BRAM. De bus heeft meer dan 15 jaar dienstgedaan bij het GVB. In 2020 werd de bus overgedragen aan de OVCN (Openbaar Vervoer Collectie Nederland) te Sonnega (Friesland).

## GVB-jubileumoptochten
Bij jubileumoptochten van het jarige Gemeentevervoerbedrijf in 1975 en 2000 werd dankbaar gebruikgemaakt van diverse Amsterdamse museumbussen. Zo reden in 1975 de 200, 245 en 281 mee. In 2000 waren o.a. de 35, 157, 281 en 373  van de partij.

## Na 2000
Na het jaar 2000 werd de situatie moeilijker. De stallingsplaatsen stonden onder druk door de financiën en door stedelijke ontwikkelingen. Na de ontruiming in 2005 van de Garage Oost en de Remise Tollensstraat werden veel museumbussen dakloos en moesten onderdak zoeken buiten Amsterdam. Daardoor waren er jarenlang ook nauwelijks ritten met historische Amsterdamse bussen. Ook de technische staat van een aantal bussen was verslechterd door verwaarlozing en stalling in de openlucht.

## Beheer en Restauratie van Amsterdamse Museumbussen
Een aantal Amsterdamse busbelangstellenden heeft in 2011 het initiatief genomen om vier bussen uit de boedel van de MUSA aan te kopen en vervolgens een nieuwe museumbusorganisatie op te richten.
- Gelede bus 567
- Stadsbus 373
- Midibus 590
- Gelede bus 501

Op 13 februari 2012 is de Stichting Beheer en Restauratie van Amsterdamse Museumbussen (BRAM) opgericht. Deze slaagde erin om een deel van de Amsterdamse museumbussen over te nemen, onderdak te brengen en weer rijvaardig te maken, zodat er sinds 2011 weer diverse ritten met museumbussen in Amsterdam plaatsvonden.
Zo kwamen ook de GVB 281, 301, Enhabo 95 en GVB 024 in de collectie van Stichting BRAM.
Sinds 2011 is ook de 200 in handen van de Stichting BRAM. De wagen was door zware motorschade voorlopig niet inzetbaar. In 2021 werd de bus na reparatie APK-goedgekeurd en is zo na twintig jaar weer rijvaardig.

### Centraal Nederland 9229
De in 1982 gebouwde Centraal Nederland 9229, DAF MB200DKDL/Den Oudsten, is sinds 2011 museumbus bij de Stichting BRAM. De bus kreeg begin jaren 90 een facelift en werd in deze staat teruggebracht. In 2020 werd de restauratie voltooid.

### Enhabo 402
Op 6 maart 2014 werd de Enhabo 402 (serie 401-402) overgedragen aan Stichting BRAM. Het betreft een in 1986 gebouwde Volkswagen-minibus die speciaal bestemd was voor de dorpslijnen naar Landsmeer en Purmerend en de lijnen naar de Zaanse haven en de Hemkade.

### NZH 4864
In januari 2021 werd bus NZH 4864 aan de collectie toegevoegd. Het is een Berkhof Duvedec bus uit de serie 4858-4882 uit 1994. De bus heeft in de eerste jaren vooral dienstgedaan vanuit Uithoorn. In het voorjaar van 2024 kwam deze bus ook in de collectie van OVCN terecht. De bus heeft inmiddels een externe opknapbeurt gekregen en is terug gebracht in NZH uitvoering.

## Wagenpark Stichting BRAM

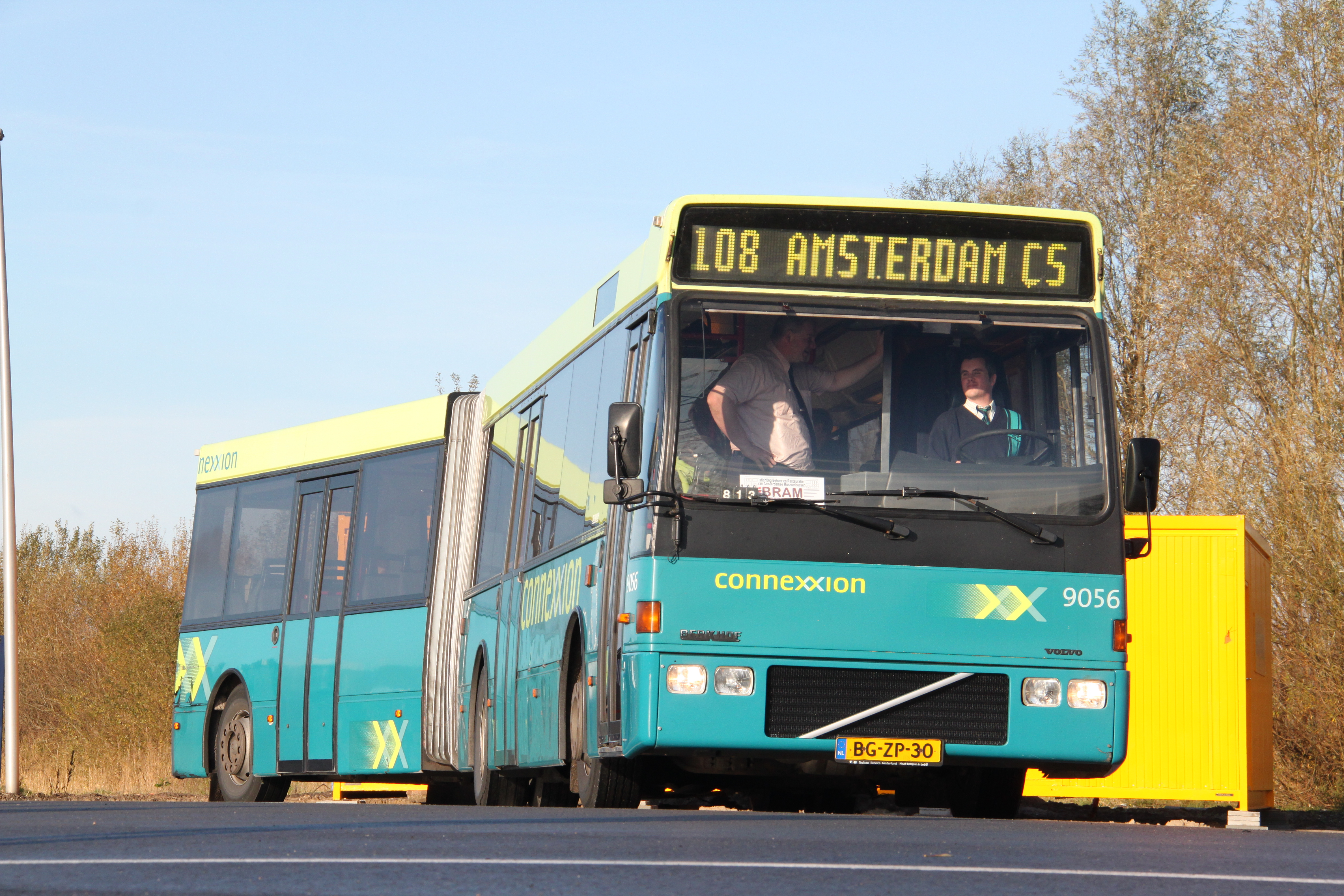
Bus 9056 nog in de uitvoering van Connexxion.

De Stichting Beheer en Restauratie van Amsterdamse Museumbussen beschikte in 2015 over veertien bussen. Daarvan waren er zeven bussen rijvaardig en periodiek gekeurd. Die bussen zijn beschikbaar voor verhuur. Dit betrof de 154, 156, 281, 301, 373, 590 en 9056. In de zomer van 2017 werd de 9056 gerestaureerd in de uitvoering van de NZH en is sindsdien ook inzetbaar voor museale ritten. In 2019 werd de bus overgedragen aan de OVCN (Openbaar Vervoer Collectie Nederland) te Sonnega (Friesland). In 2020 werden drie bussen overgedragen aan de OVCN. Dit betrof de 156, 373 en 567. De 024 werd in 2020 voor sloop afgevoerd. De NZH 4864 werd in 2021 aan het bestand toegevoegd. In 2021 zijn er nog tien bussen in het bestand van BRAM. Na vele jaren in Aalsmeer te zijn gestald, hebben deze sinds januari 2021 onderdak gevonden in Lisse. In 2023 werd een nieuwe grote stalling verworven in Aalsmeer, waar sindsdien o.a. de bussen van BRAM en een aantal Amsterdamse museumtrams zijn ondergebracht.

### Stand 2021
Gesorteerd op bouwjaar
- 200 - 1957 - rijvaardig
- 281 - 1957 - rijvaardig
- 301 - 1966 - geschorst
- 154 - 1966 - rijvaardig
- 95 - 1970 - geschorst (Enhabo)
- 9229 - 1982 - rijvaardig (Centraal Nederland)
- 590 - 1985 - rijvaardig
- 402 - 1986 - geschorst (Enhabo)
- 501 - 1990 - geschorst

## Overige Amsterdamse museumbussen
- 002 - Ouwsterhaule (NOV)
- 35 - Stichting Veteraan Autobussen (SVA), Pijnacker
- 110 - OVCN (Openbaar Vervoer Collectie Nederland), Sonnega
- 115 - GTW
- 156 - OVCN (Openbaar Vervoer Collectie Nederland), Sonnega
- 157 - Stichting Veteraan Autobussen (SVA), Pijnacker
- 168 - Stichting Standaardbus 168
- 245 - Particulier (opgeborgen bij Haags Bus Museum)
- 373 - OVCN (Openbaar Vervoer Collectie Nederland), Sonnega
- 422 - Particulier
- 546 - Particulier
- 567 - OVCN (Openbaar Vervoer Collectie Nederland), Sonnega
- 114 - (Enhabo) - Ouwsterhaule (NOV)
- 244 - (Enhabo) (ex-GVB) - Particulier
- 182 - (Maarse en Kroon) - OVCN (Openbaar Vervoer Collectie Nederland), Sonnega
- 413 - (Maarse en Kroon) - Ouwsterhaule (NOV)
- 1605 - (Maarse en Kroon) - Stichting Veteraan Autobussen (SVA), Aalsmeer
- 4710 - (NBM) - Ouwsterhaule (NOV)
- 4864 - (NZH) OVCN (Openbaar Vervoer Collectie Nederland), Sonnega
- 5509 - (NBM) - Ouwsterhaule (NOV)
- 9056 - (Connexxion, ex-NZH) - OVCN (Openbaar Vervoer Collectie Nederland), Sonnega